# Alicia Andújar Durá
Alicia Andújar Durá   (València, 2 de maig de 1972) és una advocada i política espanyola. És coneguda per liderar l'aparell orgànic de Unió, Progrés i Democràcia a la Comunitat Valenciana i per formar part de les seves candidatures a càrrecs públics d'àmbit autonòmic. Va ser candidata per Unió, Progrés i Democràcia a la Presidència de la Generalitat Valenciana a les eleccions a les Corts Valencianes de 2015.
Alicia Andújar és llicenciada en Dret per la Universitat de València des de 1997. Exerceix des de llavors l'advocacia en un despatx propi de la capital del Túria, sent especialista en violència domèstica i menors. El 2010 va finalitzar els seus estudis de Criminologia en la mateixa Universitat de València. a més, compta amb el Diploma d'Estudis Avançats de Dret Penal de la Universitat de València.
Afiliada des de setembre de 2011 a Unió, Progrés i Democràcia, es va incorporar al Consell Territorial a la Comunitat Valenciana liderat per Romain Muzzati al setembre de 2013. Va revalidar el seu lloc al febrer de 2014 formant part de la candidatura liderada per Alexis Marí, que es va imposar a l'encapçalada pel regidor de Alacant, Fernando Llopis, de la qual també formava part el diputat Toni Cantó. Des del II Congrés d'Unió, Progrés i Democràcia, celebrat al novembre de 2013, va formar part del Consell Polític Nacional del partit. Després de la dimissió de Alexis Marí com a coordinador territorial, Alícia Andújar va ser nomenada coordinadora territorial a l'octubre de 2014. Alícia Andújar, fins llavors número dos a la llista per la circumscripció per València, va ser confirmada per la direcció nacional del partit com a candidata a la Presidència de la Generalitat Valenciana, després de la renúncia de Toni Cantó a la seva candidatura. Al setembre de 2015, va perdre les primàries per ser candidata al Congrés dels Diputats, en les que es va imposar l'empresari i divulgador Yuri Aguilar. Alicia Andújar es donà de baixa com afiliada d'UPyD l'abril del 2016, i estigué allunyada de la política fins que es presentà a les eleccions a les Corts Valencianes de 2023 com independent en el lloc número 12 de la llista del PSPV-PSOE per la circumscripció de València.